# 刻耳柏洛斯沼
刻耳柏洛斯沼（Cerberus Palus）是位于火星埃律西昂区内的一片平原，中心位于为5°48′N 148°06′E / 5.8°N 148.1°E处，直径470公里，其名称取自古典反照率特征刻耳柏洛斯。
刻耳柏洛斯沼曾有过一座由阿萨巴斯卡谷供流并流入利希谷的湖泊。根据不同的研究，它可能是一座水湖或熔岩湖。值得注意的是一些类似浮冰，但可能是熔岩碎壳的巨大地块（长达50公里及以上），板块之间的空隙中嵌入有可能是熔岩圈的螺旋形地质特征。

## 链接
- 区域图 （页面存档备份，存于）